# Thomas Hangweyrer
Thomas „Tom“ Hangweyrer (* 1989 in Wien) ist ein österreichischer Moderator, Musiker, Musikmanager, Journalist, Film- und Musikvideoregisseur.

## Leben
Mit 16 Jahren, unmittelbar nach seinem Ausstieg bei den Wiener Sängerknaben, produzierte Hangweyrer zusammen mit einem Freund den Kurzfilm Dreamers, der auf der Diagonale, dem Festival des österreichischen Films, 2006 gezeigt wurde. Dort wurde der Filmregisseur Peter Kern auf den jungen Hangweyrer aufmerksam und gab ihm kurz darauf einen Job als Editor bei der Produktion des Dokumentarfilms Nur kein Mitleid, der u. a. auf der Viennale 2007 und der Diagonale 2008 gezeigt wurde. Mit Kern arbeitete Hangweyrer später auch am Film Mörderschwestern, für den er auch erstmals vor der Kamera stand und Musik beisteuerte. Ausschnitte aus der Arbeit sind in Ulrich Seidls Film Kern zu sehen.
Parallel zu seiner Arbeit als Regieassistent bei der Firma Rockhard Films in Los Angeles (Videoarbeiten u. a. für Foo Fighters, Rihanna, Katy Perry und die Red Hot Chili Peppers) gründete Hangweyrer seine eigene Filmproduktionsfirma Tehafilm, die sich auf Musikvideos im Bereich Indie/Alternative spezialisiert, sowie Dienstleistungen im Bereich Kino-/TV-Film anbietet. Es wurden u. a. Videos von The Beth Edges, Clara Luzia, Garish, Herbstrock und Ja, Panik produziert.
Thomas Hangweyrer ist Sänger, Gitarrist und Songwriter der Band The Boys You Know, die seit 2012 auf dem Wiener Indie-Label Wohnzimmer Records und der japanischen Plattenfirma Vinyl Junkie Records vertreten ist. Von 2017 bis 2018 schrieb er eine regelmäßige Musikkolumne für Red Bull.
Von 2017 bis 2019 war Thomas Hangweyrer A & R–Manager bei Wohnzimmer Records und leitet die Konzertagentur Wohnzimmer Booking.
Von 2020 bis 2022 war Hangweyrer Chef vom Dienst bei der österreichischen Tageszeitung Heute. Von August 2022 bis Herbst 2024 war er bei DefJam Recordings / Universal Music beschäftigt.
Zusammen mit Christoph Kregl, dem Manager der Band Bilderbuch, ist Thomas Hangweyrer Manager des Linzer Rappers Apollo Sissi, der beim deutschen Hit-Label A Million Entertainment (Apache 207, Lena Meyer-Landrut, Bausa) und Groove Attack unter Vertrag ist.
Seit 2020 betreibt Thomas Hangweyrer seine eigene Management- & Consulting-Agentur „Cooles Management GmbH“ und betreut dort unter anderem The Kid Laroi, Powfu, LANY und andere Acts.
Als freier Journalist publizierte Hangweyrer in der Kronen Zeitung, dem Standard, der Süddeutschen Zeitung, der Zeit und der BILD Zeitung.
Seit 2024 moderiert Thomas Hangweyrer zusammen mit Robert Palfrader den Podcast "Hangweyrer & Palfrader", mit dem das Duo von Beginn an mehrfach die heimischen Podcast-Charts anführte.

## Diskografie
- The Boys You Know – Waste Your Time (2013)
- The Boys You Know – Purple Lips (2014)
- The Boys You Know – Elephant Terrible (2016)
- The Boys You Know – Two Lines That Never Touch (2018)

## Filmografie (Auswahl)

### Als Regisseur und Kameramann
- 2005: Dreamers (Diagonale 2006), auch Kamera
- 2006: A Different Spring, auch Kamera
- 2013: Alleine, nur Kamera (u. a. mit Dirk Stermann, Regie: Johanna Jaufer)

### Als Editor
- Nur kein Mitleid (Regie: Peter Kern, 2007 Viennale 2007)
- Mörderschwestern (u. a. mit Helmut Berger und Susanne Wuest, Regie: Peter Kern, 2010)[3]
- Glaube, Liebe, Tod (Regie: Peter Kern, 2011 Berlinale 2012)
- Alma – A Show Biz Ans Ende (Regie: Paulus Manker, 2012)

### Als Darsteller
- Mörderschwestern (mit Helmut Berger und Susanne Wuest, Regie: Peter Kern, 2010)[3]
- Kern (Produzent: Ulrich Seidl, Regie: Veronika Franz und Severin Fiala, Diagonale 2012)

### Als Filmkomponist
- Mörderschwestern (mit Helmut Berger und Susanne Wuest, Regie: Peter Kern, 2010)[3]
- Kern (Produzent: Ulrich Seidl, Regie: Veronika Franz und Severin Fiala, Diagonale 2012)

## Videos
- A Life, A Song, A Cigarette – Love (siluh records, 2006)
- A Life, A Song, A Cigarette – Marie (siluh records, 2008)
- A Life, A Song, A Cigarette – Snow (wohnzimmer records, 2016)
- Apollo Sissi – Augen Rot
- Apollo Sissi – Partner In Crime
- Clara Luzia – Morning light (asinella records, 2007)
- Clara Luzia live @ Donauinselfest 2013
- Auf Pomali feat. Andreas Ivanschitz – Aus Liebe zum Spiel(schoenwetter schallplatten, 2008)
- Die Eternias – Meat Song (flex schallplatten, 2008)
- Destroy, Munich – Feiersinger (My Mother said) (schoenwetter schallplatten, 2011)
- Ernst Molden – Anna (monkey music, 2006)
- Famp – Fulltime Lover (bisher keine CD-Veröffentlichung)
- Garish – Später ist egal live (schoenwetter schallplatten, 2007)
- Garish – Eisenherz (schoenwetter schallplatten, 2010)
- Herbstrock – Denn weißt du nicht (universal music, 2008)
- The Kid Laroi – I guess it's Love (columbia records, 2023)
- Killed by 9V Batteries – How to mute ourselves (siluh records, 2008)
- Ja, Panik – Zwischen 2 und 4 (schoenwetter schallplatten, 2006)
- Ja, Panik – Like a hurricane (schoenwetter schallplatten, 2007)
- Ja, Panik – Marathon (schoenwetter schallplatten, 2008)
- Ja, Panik – Thomas sagt (schoenwetter schallplatten, 2008)
- Ja, Panik – Alles hin, hin, hin (schoenwetter/staatsakt 2009)
- Neigungsgruppe Sex, Gewalt und Gute Laune (mit David Pfister und Fritz Ostermayer) – Luada (trost/trikont, 2007)
- Neigungsgruppe Sex, Gewalt und Gute Laune (mit David Pfister und Fritz Ostermayer) – Video Spü (trikont, 2012)
- Paul Kalkbrenner @ Flex, Vienna (2009)
- Paul Plut – Lärche (2016)
- Port O’Brien @ Flex, Vienna (2009)
- RIAN – Like A Rockstar (wohnzimmer records, 2018)
- Sweethead – Traumatized and dumb (mit Troy Van Leeuwen von Queens of the Stone Age und Jesse Hughes von Eagles of Death Metal, PIAS / The End Records, 2010)
- The Beth Edges – I guess (acute records, 2009)
- The Beth Edges – I can't believe it (Kamera) (acute records, 2010)
- The Boys You Know – All The Other Kids (wohnzimmer records, 2013)
- The Boys You Know – Cover Me (wohnzimmer records, 2014)
- The Fast Forwards – All My Life (rockhit records, 2011)
- Wenzel Beck – Wir bleiben wach
- Wenzel Beck – Wir sind frei
- Wiener Video und Filmtage Festivaltrailer (mit Robert Stadlober und Eva-Maria May, 2007)